# 阿爾塔格
阿爾塔格是伊比利亞國王（前78年—前63年）。阿爾塔格曾參與第三次米特拉達梯戰爭，與本都王國的米特里達梯六世(Mithridates VI)和亞美尼亞國王提格蘭大帝結為盟友。
根據格魯吉亞傳統歷史，阿爾塔格是阿爾沙克一世(Artaxias I)的兒子及繼承人。格魯吉亞中世紀編年史對他的統治簡單交代，主要集中於伊朗人對其王國的破壞。相比之下，與事件更接近的古典文獻，對阿爾塔格與其盟友米特里達梯六世和提格蘭大帝對羅馬的戰爭有更詳細的描述。
羅馬軍隊佔領鄰近的阿爾巴尼亞後，阿爾塔格許諾和平與友誼。但羅馬指揮官格奈烏斯·龐培(Pompey)獲悉他在秘密武裝，準備在高加索山脈的峽谷中伏擊羅馬軍隊，遂於前65年3月在追擊密特里達特之前先行前往伊伯利亞的堡壘哈爾摩齊卡(Harmozica)和塞烏沙摩拉(Seusamora)。阿爾塔格措手不及，匆忙焚燒庫拉河(Cyrus)上的橋樑，並退入森林深處。龐貝佔領這些要塞，渡過河流，但遭到伊比利亞軍隊激烈的抵抗。據記載，阿爾塔格在戰鬥中損失9,000名死亡和10,000名被俘虜。最終，羅馬人佔了上風，當阿爾塔格看到龐貝也渡過阿拉格維河時，便投降並派出子女作人質。